# 熊本ゴールデンラークス
熊本ゴールデンラークス（くまもとゴールデンラークス）は、熊本県合志市に本拠地を置き、日本野球連盟に加盟する社会人野球の企業チームである。
母体は、スーパーマーケットチェーンの鮮ど市場。チーム名は、「黄金に輝くひばり（熊本県の県鳥）たち」の意味。
独立リーグ野球チームに発展的に改組されることに伴い、2020年を最後にチームとしての活動をいったん終了したが、2024年から活動を再開。

## 概要
2005年、熊本県を中心に展開するスーパーマーケットチェーンの鮮ど市場が、創業30周年を記念して硬式野球部『熊本ゴールデンラークス』を設立し、熊本市を本拠地とし2006年に活動を開始した。純粋な企業チームではあるが、「熊本県民に愛されるチームになってほしい」という願いから、チーム名に企業名を入れなかった。「働かざる者野球するべからず」「野球選手である前に立派な社会人であれ」という方針から、選手は全員、午前中は鮮ど市場の各店舗で業務に就く。その選手らは野球のユニフォームを模した店員専用ユニフォーム（背番号・ネームあり）を着用する。また、シーズン中でも終日社業に専念する日もある。都市対抗野球に初出場を決めた際、買い物客たちによる手作りの横断幕が飾られた店舗もある。
活動初年度の2006年は、日本選手権の九州地区2次予選で三菱重工長崎に勝利した。
2007年は、都市対抗野球に初出場する。本大会1回戦では前年の優勝チームであるTDKと対戦して4-1で勝ち、初出場チームとしては1996年の昭和コンクリート以来11年ぶりの勝利となった。また、秋の日本選手権には九州第1代表として初出場を果たした。
2016年、チーム名を会社名を冠した『鮮ど市場ゴールデンラークス』に改称した。同年は、4月16日に発生した熊本地震により被災し、本社ビルや一部店舗で大きな被害を受けた。同年の都市対抗野球では本戦出場は果たせなかったが、ボランティア等の震災支援が評価され、同じく熊本を本拠地とするHonda熊本と共に開会式で「地域の元気　総務大臣賞」の表彰を受けた。
2018年、兄弟チームとしてクラブチームの「熊本ヒゴバックス」を創設。
2019年より、チーム名を『熊本ゴールデンラークス』に戻し、本拠地を熊本市から合志市に変更したが、翌2020年に独立リーグの九州アジアリーグに所属している火の国サラマンダーズに改編されていったん活動を休止した。改編に当たり、アマ残留を希望した選手は鮮ど市場（熊本ヒゴバックスから改名）へ転籍している。
2024年、4年ぶりに活動を再開した。選手は新人と鮮ど市場からの移籍選手によって構成されている。
| 年度        | 企業チーム                 | クラブチーム         | 九州アジアリーグ     |
| ----------- | -------------------------- | -------------------- | -------------------- |
| 2006 - 2015 | 熊本ゴールデンラークス     | ※活動前              | ※活動前              |
| 2016 - 2017 | 鮮ど市場ゴールデンラークス | ※活動前              | ※活動前              |
| 2018        | 鮮ど市場ゴールデンラークス | 熊本ヒゴバックス     | ※活動前              |
| 2019        | 熊本ゴールデンラークス     | 鮮ど市場ヒゴバックス | ※活動前              |
| 2020        | 熊本ゴールデンラークス     | 鮮ど市場硬式野球部   | ※活動前              |
| 2021 - 2022 | ※活動休止                  | 鮮ど市場硬式野球部   | 火の国サラマンダーズ |
| 2023        | ※活動休止                  | 鮮ど市場硬式野球部   | ※スポンサー撤退      |
| 2024 -      | 熊本ゴールデンラークス     | ※活動休止            | ※スポンサー撤退      |

## 沿革
- 2005年 - 熊本県熊本市を本拠地に『熊本ゴールデンラークス』として創部。日本野球連盟に企業チームとして新規登録。
- 2007年 - 都市対抗野球に初出場（2回戦敗退）、日本選手権に初出場（1回戦敗退）。
- 2016年 - チーム名を『鮮ど市場ゴールデンラークス』に改称。
- 2019年 - チーム名を『熊本ゴールデンラークス』に改称。本拠地を熊本県合志市に変更。
- 2020年 - 選手（主将）の菊地諒が監督に就任し、従来監督だった田中敏弘はゼネラルマネージャー兼総監督となる。11月1日の「第10回JABA古田昌幸杯」（結果は準優勝）をもって公式戦を終了[8]。
- 2024年 - 野球部の活動を再開[3]。

## 主要大会の出場歴・最高成績
- 都市対抗野球大会 出場2回
- 社会人野球日本選手権大会 出場1回
- JABA徳山(スポニチ)大会 優勝2回（2007、2008年）

## 主な出身プロ野球選手
- 香月良仁（投手） - 2008年ドラフト6位で千葉ロッテマリーンズに入団
- 川﨑成晃（外野手） - 2010年ドラフト6位で東京ヤクルトスワローズに入団
- 島井寛仁（外野手） - 2012年ドラフト5位で東北楽天ゴールデンイーグルスに入団、退団後はアドバイザーとして復帰
- 竹安大知（投手） - 2015年ドラフト3位で阪神タイガースに入団
- 石森大誠（投手） - 火の国サラマンダーズ移籍後、2021年ドラフト3位で中日ドラゴンズより指名

## 元プロ野球選手の競技者登録
- 川頭秀人（元：福岡ソフトバンクホークス） - 投手（2009年）→退団
- 西嶋一記（元：ロサンゼルス・ドジャースマイナー） - 投手（2013年 - 2014年）→富士重工業へ移籍
- 深谷亮司（元：オリックス・ブルーウェーブ） - 副部長兼ヘッドコーチ
- 香月良仁（元：熊本ゴールデンラークス→千葉ロッテマリーンズ） - 投手（2017年 - 2018年）→引退、元GM補佐
- 前田忠節（元：阪神タイガース、東北楽天ゴールデンイーグルス、大阪近鉄バファローズ） - コーチ（2018年 - 2020年）
- 岸本淳希（元：中日ドラゴンズ) - 投手（2019年 - 2020年) 日立製作所より移籍
- 竹安大知（元：熊本ゴールデンラークス→阪神タイガース→オリックス・バファローズ） - コーチ（2024年 -）
- 島井寛仁（元：熊本ゴールデンラークス→東北楽天ゴールデンイーグルス） - コーチ（2024年 -）

## プロ球団化
ゼネラルマネージャー兼総監督の田中敏弘は、2020年1月に日経産業新聞の記事において、社会人野球の経済的負担への疑問から、2020年限りで日本野球連盟を脱退してプロ球団化する意向を示した。それによると2021年にプロ球団化して、福岡ソフトバンクホークス3軍と九州に独立リーグを結成することが理想としながら、それが困難な場合は四国アイランドリーグplusへの加入も想定するとしていた。新リーグ結成の場合は、「できれば（九州）各県、最低でも2球団」の参加を募りたいとした。すでに2019年11月に新球団の準備会社を設立していることも明らかにした。
2020年9月11日に、新球団の運営会社「KPB Project」の関係者が熊本市内で記者会見を開き、2021年3月からスタートする新リーグに大分県の球団とともに参加することを正式に発表した。リーグ名については11月4日に九州独立プロ野球リーグとなることが報じられた（リーグ戦開幕前に九州アジアリーグに名称が変更された）。
10月17日、公募していた球団名が「火の国サラマンダーズ」に決定したことが発表された。
熊本ゴールデンラークスからは16人の選手が火の国サラマンダーズに移った。